# اویبین
اویبین (به آلمانی: Oybin) یک شهر در آلمان است که در گورلیتس واقع شده‌است. اویبین ۱٬۵۴۶ نفر جمعیت دارد.